# Gabriel Lisette
Gabriel Francisco Lisette (født 2. april 1919 i Puerto Bello, Panama, død 3. marts 2001 i Port-de-Lanne, Landes, Frankrig), regeringschef i Tchad 14. maj 1957- 11. februar 1959.